# کالج دانشگاه جیویک
کالج دانشگاه جیویک (نروژی: Høgskolen i Gjøvik , HiG) یک کالج دانشگاهی در نروژ است. در ژانویه ۲۰۱۶، کالج دانشگاه جیویک به دانشگاه علم و فناوری نروژ (معروف به NTNU) پیوست.
کالج دانشگاه جیویک در ۱ اوت ۱۹۹۴ در شهر گیوویک تأسیس شد، زمانی که دو کالج دولتی کالج مهندسی جیویک و کالج پرستاری Oppland به عنوان بخشی از اصلاح کالج‌های نروژ ترکیب شدند. در سال ۲۰۰۷، کالج دانشگاه جیویک، مدیریت مدرسه عالی بازرگانی نروژ بی‌آی در منطقه را به عهده گرفت.